# Сан-Марино на зимових Олімпійських іграх 1994
Сан-Марино брало участь у Зимових Олімпійських іграх 1994 року у Ліллегаммері (Норвегія), але не завоювало жодної медалі. Країну представляли 3 спортсмени у двох видах спорту.

## Результати змагань

### Гірськолижний спорт
Чоловіки
| Спортсмен       | Змагання           | Race 1 | Race 2 | Всього | Всього |
| Спортсмен       | Змагання           | Час    | Час    | Час    | Місце  |
| --------------- | ------------------ | ------ | ------ | ------ | ------ |
| Нікола Ерколані | Гігантський слалом | DNF    | —      | DNF    | —      |

### Бобслей
| Сани  | Спортсмени                     | Змагання | Спуск 1 | Спуск 1 | Спуск 2 | Спуск 2 | Спуск 3 | Спуск 3 | Спуск 4 | Спуск 4 | Всього  | Всього |
| Сани  | Спортсмени                     | Змагання | Час     | Місце   | Час     | Місце   | Час     | Місце   | Час     | Місце   | Час     | Місце  |
| ----- | ------------------------------ | -------- | ------- | ------- | ------- | ------- | ------- | ------- | ------- | ------- | ------- | ------ |
| SMR-1 | Діно Крезчентіні Міке Кроченці | Дійка    | 55.36   | 41      | 55.11   | 39      | 55.35   | 41      | 55.43   | 41      | 3:41.25 | 41     |